# خسروان
خسروان، روستایی از توابع بخش مرکزی شهرستان دماوند در استان تهران ایران است.

## جمعیت
این روستا در دهستان ابرشیوه قرار دارد و براساس سرشماری مرکز آمار ایران در سال ۱۳۹۵، جمعیت آن ۱۲۰۰ نفر بوده‌است.
طبق آخرین برآورد های ثبتی و آماری کشور، خاندان ابراهیمی بزرگترین و قدیمی‌ترین طایفه در این روستا هستند و به عنوان مالکان اصلی ثبتی این روستا شناخته می شوند.

### زبان و دین
مردم روستای خسروان مردم کرمانچ هستند که به زبان کردی کرمانجی صحبت می‌کنند ؛ دین‌شان اسلام و پیرو مذهب شیعه دوازده امامی هستند.